# Padu Raksa
Padu Raksa is een bestuurslaag in het regentschap Musi Rawas van de provincie Zuid-Sumatra, Indonesië. Padu Raksa telt 977 inwoners (volkstelling 2010).